# 特雷斯科雷-克雷马斯科
特雷斯科雷-克雷马斯科（義大利語：Trescore Cremasco），是意大利克雷莫纳省的一个市镇。总面积5.93平方公里，人口2926人，人口密度493.4人/平方公里（2009年）。国家统计（ISTAT）代码为019109。